# Davi Rodrigues de Jesus
Davi Rodrigues de Jesus (født 6. april 1984) er en tidligere brasiliansk fodboldspiller.